# Estanislao Pardo de Figueroa y de Águila
Estanislao Pardo de Figueroa y de Águila (Lima, 2 de diciembre de 1841 – 12 de mayo de 1908) fue un abogado, magistrado y político peruano, que fue diputado por Tacna (1883) y Lima (1886-1894), y ministro de Justicia, Culto e Instrucción durante el gobierno de Remigio Morales Bermúdez (1893-1894). 

## Biografía
Hijo del abogado limeño Benito Pardo de Figueroa y de su esposa  Juana de Águila. Fue hermano de Benito y Francisco Pardo de Figueroa y de Águila, héroes nacionales, que como miembros del batallón Zepita fallecieron en la batalla de Tarapacá en 1879.
Formó parte de la oligarquía peruana en la llamada República Aristocrática. Miembro del Partido Civil del Perú, conformó el grupo conocido como Los veinticuatro amigos, la agrupación más influyente de dicho partido político.
Entre los cargos que ocupó destacan los siguientes: Miembro de la Junta Particular del Ilustre Colegio de Abogados de Lima (1865); diputado suplente por Lima en 1872 y 1876
diputado por Tacna en el congreso de Arequipa de 1883; diputado por Lima (1886-1894);  presidente de la Comisión Diplomática de la Cámara de Diputados (1882); y ministro de Justicia, Instrucción, Culto y Beneficencia (1893-1894), siendo el último del gobierno de Remigio Morales Bermúdez.
Posteriormente fue miembro de la Junta Nacional Electoral, (1902); y vocal de la Corte Suprema de Justicia del Perú (1904-1908).

## Descendencia
Estuvo casado con la señora Cristina Nieto y Marquina. Entre sus hijos destaca el médico clínico alienista y senador del Perú, doctor Estanislao Pardo de Figueroa y Nieto (1868-1934).
Se encuentra sepultado en un mausoleo personal, frente a la Cripta de los Héroes del Museo Cementerio Presbítero Matías Maestro.